# Bundera pellucida
Bundera pellucida är en insektsart som beskrevs av Li och Wang 2001. Bundera pellucida ingår i släktet Bundera och familjen dvärgstritar. Inga underarter finns listade i Catalogue of Life.